# Советский район (Орск)
Советский райо́н  — один из трёх районов города Орска Оренбургской области.
Расположен на левом берегу реки Урал в южной и восточной части города и является его старой частью.
Включает ряд посёлков в черте города, возникших вокруг промышленных предприятий и получивших соответствующие названия: ОЗТП, Железнодорожный, Вокзальный, Мясокомбината,	Биофабрика,  Нагорный,  Лесоторговый, Степной, Старый город. 
Советскому району подчинены также 6 сельских населённых пунктов: казарма 20 км, Крыловка, Ора, Тукай, Ударник, Урпия, которые входят в муниципальное образование город Орск со статусом городского округа. Это часть района простирается до границы с Казахстаном.

## Население
| 1959    | 1979    | 1989    | 2002    | 2003    | 2004    | 2009    |
| ------- | ------- | ------- | ------- | ------- | ------- | ------- |
| 57 956  | ↗64 276 | ↗74 259 | ↘72 750 | ↘72 600 | ↗72 700 | ↗74 084 |
| 2010    | 2012    | 2013    | 2014    | 2015    | 2016    | 2017    |
| ↘71 778 | ↘71 563 | ↘71 381 | ↘70 962 | ↘70 869 | ↘70 029 | ↘69 736 |
| 2018    | 2019    | 2020    | 2021    |         |         |         |
| ↘68 839 | ↘68 237 | ↘67 951 | ↘52 535 |         |         |         |

## История
Указом Президиума Верховного Совета РСФСР № 5-88/4 от 31 марта 1972 года в г.Орске были образованы 3 района, в том числе Советский район.

## Промышленные предприятия
На территории Советского района расположены - 10 крупных и средних объектов экономики. Среди них: МУП "Аэропорт Орск", Орское отделение ЮУЖД филиал ОАО РЖД, ОАО "ПО-Сармат", ЗАО "Орский мясокомбинат", ООО "Пивоваренный завод "Орский", ОАО "Орский элеватор", Орский щебзавод, МУП "Спецавтотехуправление", ООО «УК «Советская», Орское дорожное управление.

## Транспорт
На территории Советского района расположены: крупный железнодорожный узел – Станция Орск ЮУЖД; Международный аэропорт «Орск». Через территорию района проходят основные автомагистрали: Орск – Актюбинск, Орск - Ясный, Орск - Челябинск.